# 耀徳強制収容所
座標: 北緯39度40分33秒 東経126度50分57秒 / 北緯39.675922度 東経126.849207度
耀徳強制収容所（ヨドクきょうせいしゅうようじょ、ようとくきょうせいしゅうようじょ、朝鮮語: 요덕 정치범수용소 / 耀德政治犯收容所）は、朝鮮民主主義人民共和国（北朝鮮）の耀徳に所在する政治犯収容所である。正式名称は15号管理所である。この領域は韓国の名目上の行政区画では咸鏡南道永興郡耀徳面一帯である。
北朝鮮には耀徳収容所以外にも政治犯収容所が幾つかあるが、対外的に最もよく知られているのが耀徳政治犯収容所である。その理由は、収容所の規模が大きいことに加え、他地域の収容所は決して囚人が釈放される事のない完全統制区域だけなのに対し、耀徳収容所は「完全統制区域」に加えて、ときおり囚人が釈放される革命化区域があり、耀徳政治犯収容所から釈放された人々の証言が存在するためである。
それらの証言によれば、耀徳収容所は1969年から1970年にかけて、金日成の「幹部たちを革命化することについて」という教示によって設置されたとされる。
2013年の証言では近年、革命化区域がなくなり、完全統制区域のみとなり、生涯釈放されない収容所に変更されたという説がある。
2014年、耀徳収容所を秘密裏に閉鎖しようとしているとの見方が示された。その後、少なくとも2016年4月ごろまでは外周のフェンスや警備施設が残存していたが、2025年2月までに閉鎖された可能性が高いと考えられている（後述）。

## 罪状
耀徳政治犯収容所は、政治犯を収容する所として国家的犯罪を犯した人だけを収容する場所ではなく、朝鮮民主主義人民共和国の内部で主体思想に合わない話や、金日成一族について少しでも否定的に論じるなど、いわゆる「国家元首侮辱罪」を犯した者も収容される。収容者たちの罪は次の通りである。
- 実際の政治犯。
- 大韓民国で製作された放送・映画・歌謡などのエンターテイメントを鑑賞した者。
- 金日成主席の首の後ろにはこぶが出ていると主張する者。
- キリスト教信者。その中でも他の収容者にキリスト教を勧誘した者は銃殺に処せられる。
- 脱北者。
- 韓国のインターネットサイトに接続した者。
- その他様々な犯罪者と金正日・金正恩の判断で収容される者。

## 実態
1990年代に約3万人の数の囚人が完全統制区域に収容されており、約1万6千人の数の囚人が革命化区域に収容された。完全統制区域の者は終身収容され、釈放の可能性のある革命化区域に収容された囚人たちの多くは、おおむね政治犯の家族と大韓民国に家族がいる者、あるいはエリート層、在日本朝鮮人総聯合会（朝鮮総聯）の幹部と縁の深い在日朝鮮人帰国者、およびその家族である。
収容所の全体は3～4メートルほどの高さの塀で囲まれ、その上は2～3メートルの高さの電気鉄条網で囲まれている。塀によっては監視塔があり、自動小銃を持つ1千人の警備隊や番犬がパトロールしている。
1977年から1987年まで収監された姜哲煥の証言によれば、革命化区域には在日朝鮮人帰国者の集落が存在しており、5000人ほどが収容されていた。日本での生活を語り、収容者に悪影響を与えることを防ぐために1975年頃に設置されたという。
実際に金正日の夫人であった成蕙琳と友人だったために耀徳収容所に収容されたキム・ヨンスン（김영순）の証言によると、越北した漫談家・作家申不出（日本名は江原野原）が1976年に耀徳収容所で栄養失調で死亡したと語った。金正日の家庭の事情や上層部の詳細情報を知り、それをあまりにも知っている者もこの収容所へ収容されるとキム・ヨンスンは明らかにした。実際に北朝鮮に送られた在日朝鮮人が様々な理由で送還同胞区域に投獄されたことがある。
姜哲煥は、グウプリ地区の革命化区域では毎年4%ほどの人数が死亡すると推定されるが、ほとんどの人は病気と栄養失調で死んでいく。一人のいわゆる"犯罪"のために、家族全員（子供も含む）が収監されるが、囚人たちの間の性関係及び結婚は禁じられており、女性が妊娠した場合、強制的に人工妊娠中絶されてしまう。姜哲煥は収容所での生活を著書『収容所の歌』に記している。
1995年から1999年まで収監された李英国（이영국）は、デスクリ地区の革命化区域では、毎年20%の人数が死亡すると推定した。毎月ごとに新しい囚人たちが入って来るのに、囚人たちが住む家には暖房がないため、冬になると囚人は厳しい寒さに耐えなければならない。
革命化区域では、脱出を試みて失敗した者、または食料品を盗んだ囚人たちの公開処刑が行われている。

## 収監経験者
- 姜哲煥（1977年-1987年 収監）：1968年、平壌生まれ。家族が日本（京都府）から北朝鮮に帰還したが政治的に信頼できないと考えられ、9歳の子供でありながら投獄された[8]。
- 安赫（1987年-1989年 収監）：1968年生まれ。北朝鮮を不法に出国したとされ、18歳で投獄された[9]。姜哲煥とともに逃亡。
- 金英順（キム・ヨンスン、1970年-1979年 収監）：1937年、満洲国奉天生まれ。崔承喜のもとで舞踊を習ったエリート・ダンサーであった。1967年に崔承喜が粛清されてからも踊り続けたが、1970年、突如耀徳強制収容所に収監された。理由は親友であった成蕙琳が金正日の愛人であることを知ってしまったからであった[10]。彼女の両親は収容所内で餓死した。釈放ののち、底辺の生活を19年間送り、2001年に中国に脱出。息子のうち1人は耀徳で若いうちに亡くし、もう1人は1989年に中国へ逃れようとして銃殺され、残る1人は最終的に逃亡に成功するまで何度も捕らえられた[11][12][13]。
- 李英国（1995年-1999年 収監）：金正日の元ボディーガード。北朝鮮を不法に離れ、同国を批判したため、中国で誘拐され、投獄された[14]。
- キム・テジン（1988年–1992年 収監)[15][16]は、スパイ容疑で投獄された[17]。 中国で18ヶ月間不法に過ごしたとされ、その間キリスト教に改宗したのち収監された[18]。収容所では、その規則で3人以上の集会を禁止しているので、彼は他の宗教囚との会合を開こうとした際、拷問を受けたことを証言した[19]。
- キム・ウンチョル（2000年-2003年 収監)は、北朝鮮を不法に出国したため、19歳で投獄された[20]。彼はロシアから送還された7人の難民グループの一員であった。国際連合は彼らに難民の地位を与えたが、彼らを守ることができなかった[21]。
- 申淑子とその娘、呉恵媛・呉圭媛（1987年- 収監）:申は1942年、韓国生まれ。1976年生まれの恵媛と1978年生の圭媛はドイツ（旧西ドイツ）生まれ。申の夫で2人の娘の父である呉吉男が一家でドイツから北朝鮮に移ったが、そこでは工作活動に従事させられ、さらにヨーロッパで韓国人拉致を命じられた[22][23][注釈 1]。申は、自分たちはともかく新しい被害者を生み出してはいけないと夫に逃亡を勧めた[22][23]。呉がデンマークに亡命したのち、申は娘たちとともに収容所に送還された[22][23]。姜哲煥と安赫は申は自殺を何回か試みたが、彼らが解放された時点では生きていたと証言した[24]。申淑子はアムネスティ・インターナショナルによって「良心の囚人」と命名され、救助のための運動が展開された。2011年9月の韓国紙『朝鮮日報』によれば、韓国の情報機関が数十人の韓国人と日本の拉致被害者が平安南道平原郡元和里（院和里）に移動させられた可能性が高く、そのなかに申淑子の一家も含まれると報道した[25]。また、体力の衰えた申淑子がこの地にある朝鮮労働党幹部用病院で治療を受けているという情報があることも報じている[25]。

## 閉鎖の可能性
2025年2月に撮影された衛星写真の分析から、外周のフェンスの一部や警備施設、収容施設が取り壊される一方、敷地内に北朝鮮が2021年以降各地の農場に建設しているタイプの住宅と同型とみられる建物が多数建設されている状況が確認された。収容所内の農工業施設に関しては残存しており、2012年頃に閉鎖されたとされる会寧22号管理所と類似した状況になっている。これらのことから、耀徳15号管理所が閉鎖され、会寧22号管理所と同じように民間地域として再開発されている可能性が浮上している。